# Nusku
Nusku ou Nuska est le vizir du dieu sumérien Enlil. Il est écrit qu'il fut le passeur qui conduisit Enlil à sa future épouse Ninlil et aussi que son sanctuaire se trouvait à Ekur. 
D'autres sources en font un dieu mineur de la lumière et du feu des anciens Mésopotamiens, fils d'Enlil. Son emblème est alors la lampe et il a un fils, Gibil, le feu.